# Караджорджев Парк (стадион)
«Караджорджев Парк» (серб. Карађорђев парк) — стадион футбольного клуба «Банат» в городе Зренянин в Сербии. Стадион строился на протяжении пяти лет (с 1948 по 1953 год). В 1968 году трибуны стадиона были заменены на бетонные. Западная и восточная трибуна располагают креслами. Западная трибуна также прикрыта крышей. Рекорд посещаемости стадиона был отмечен 11 октября 1967 года, когда на матч «Банат»-«Црвена Звезда» в рамках Югославской первой лиги пришли 22 000 зрителей.
В настоящее время стадион не отвечает критериям УЕФА и ФИФА по проведению международных матчей.